# 月刊アッコちゃん
月刊アッコちゃん（げっかん-）は、1986年5月から1997年9月までの間月刊カドカワにて138回に渡り掲載された、矢野顕子による連載企画。

## 概要

### 月刊カドカワ時代
連載開始当時はモノクロ２ページ見開きで湯村輝彦がイラストレーションを担当。第3号（第3回）から上田三根子がイラストレーションを務め、第7号からは目次裏に移動、フルカラーとなり、「色付き壁新聞」のキャッチフレーズがついた。編集者は松山加珠子。
冒頭の特集では、矢野と当時夫婦であった坂本龍一の日常生活、矢野の音楽活動のレポートのほか、矢野自らが社会科見学に訪れる「シティ・ウォーク・シリーズ」や、各界の著名人からのコメントを集めた「考えるシリーズ」などがあった。
また、連載内企画として、読者からの質問に答える『アッコちゃんの質疑応答』、こぼれ話コラム『アッコちゃんのひ・み・つ』などがあった。

### その後
1999年1月から12月の間、HMVフリーペーパー「the music master」にて「月刊アッコちゃん」が復活した。
2009年には、矢野顕子オフィシャルサイトで「復刻版・月刊アッコちゃん」の連載が再開。
- 第一回「はんぺんの将来を考えると、やのの将来が見えてくる？」
- 第二回「This is a pen?」
- 第三回「その人の人間の部分が出ちゃう企画が好き」
- 第四回「復活「月刊アッコちゃん」はちょっと社会派で行きます」
- 第五回「ニホンゴワカリマスカ?」
- 第六回「天才バカボンを探せ！ x アーティスト、ロビン・ジョイさん」
- 第七回「アッコちゃんの見学ルポ・マンハッタン超高層アパート編」

また、松山氏が編集を務めるカドカワつばさ文庫のテーマ曲「本をひらくと」は、矢野顕子による作曲及び実演。

## 単行本
すべて角川書店から発行。

### 書籍
- 家庭版アッコちゃん　（1989年4月30日）

創刊号～29号（1986年5月号～1988年8月号）まで収録。
- アッコちゃんスタイルブック　（1991年）

### 文庫
- 月刊アッコちゃん　峠のわが家編　（1994年1月25日）

創刊号～24号（1986年5月号～1988年3月号）まで収録。
- 愛をつれて会いに行こう　月刊アッコちゃん2　（1994年7月25日）

第25号～45号（1988年4月号～1989年12月号）まで収録。
- 愛は海山越えて　月刊アッコちゃん3　（1994年11月25日）

第46号～66号（1990年1月号～1991年9月号）まで収録。
- きょうも一日楽しかった　(1996年7月25日）

1991年10月号～1995年5月号まで収録。
- 街を歩けばいいことに当たる　（1997年7月25日）

1992年3月号～1997年3月号の掲載分から、シティー・ウォーク・シリーズを中心に収録。
- 愛について考える毎日　（1998年）

1992年1月号～1997年9月号の掲載分から「考えるシリーズ」を中心に収録。